# والدینگ
والدینگ (به آلمانی: Walding) یک منطقهٔ مسکونی در اتریش است که در ناحیه اورفار اومگبونگ واقع شده‌است. والدینگ ۱۵ کیلومتر مربع مساحت دارد ۳۰۳ متر بالاتر از سطح دریا واقع شده‌است.